# Paralisi cerebrale infantile
La paralisi cerebrale infantile è un disturbo persistente, ma non progressivo, della postura e del movimento, dovuto ad alterazioni della funzione cerebrale infantile prima che il sistema nervoso centrale abbia completato il suo sviluppo. Spesso, i sintomi includono scarsa coordinazione, rigidità e debolezza muscolare, e tremori. Potrebbero esserci problemi con i sensi: la vista, l'udito, la deglutizione e la fonazione ma la paralisi cerebrale non danneggia il pensiero e il ragionamento.
Spesso, i bambini con paralisi cerebrale non si girano, si siedono, strisciano o camminano già come altri bambini della loro età. Altri sintomi includono convulsioni, che si verificano in circa un terzo delle persone con PC. Mentre i sintomi possono diventare più evidenti nei primi anni di vita, i problemi di base non peggiorano nel tempo.

## Caratteristiche generali
La paralisi cerebrale infantile rappresenta l'esito di una lesione del sistema nervoso centrale che abbia comportato una perdita più o meno estesa di tessuto cerebrale. Le manifestazioni della lesione sono caratterizzate prevalentemente, ma non esclusivamente, da un'alterazione delle funzioni motorie. L'evento lesivo può aver avuto origine in epoca prenatale, perinatale o postnatale, ma in ogni caso entro i primi tre anni di vita del bambino, periodo di tempo in cui vengono completate le principali fasi di crescita e sviluppo della funzione cerebrale nell'essere umano.
Il disturbo è definito come persistente, in quanto la lesione a carico del cervello non è suscettibile di "guarigione" in senso stretto, ma la patologia non tende al peggioramento spontaneo perché la lesione stessa, sostituita da tessuto cicatriziale, non va incontro a fenomeni degenerativi. Le manifestazioni della malattia, comunque, non sono fisse, perché i sintomi mutano nel corso del tempo, e possono beneficiare di un trattamento di tipo riabilitativo o, nei casi più gravi, anche chirurgico (vedere chirurgia funzionale).

## Storia
Descrizioni di bambini affetti da patologie del movimento si ritrovano già nell'antica Mesopotamia. Va ricordato che in epoca classica, sia presso i Greci sia presso i Romani, l'infanticidio era una pratica comune nel caso di soggetti nati con deformità o menomazioni riconoscibili, e appare verosimile che per lungo tempo la maggior parte dei bambini con paralisi cerebrale infantile sia andata incontro a un simile destino.
Alcuni indizi ricavati da fonti coeve sembrano far pensare che l'imperatore romano Claudio abbia sofferto di questa malattia in forma non troppo grave. I membri della sua famiglia ritenevano che le frequenti indisposizioni, lo sbavare e la balbuzie fossero un sintomo di debolezza mentale e quindi che lo tennero per lungo tempo lontano dalla vita pubblica, fino a quando rimase l'unico erede all'impero. La madre Antonia minore, lo definiva un «mostro d'uomo, non compiuto, ma solo abbozzato dalla natura», e quando voleva sminuire le facoltà mentali di qualcuno diceva che era «più scemo di suo figlio Claudio»;Svetonio riporta che il princeps aveva ginocchia malferme che stentavano a sostenerlo, tremori alla testa, inoltre balbettava (tranne quando declamava poesie) e parlava in modo incerto e confuso. Seneca,  nella sua satira Apokolokyntosis, scrive che la voce di Claudio non era paragonabile a quella di nessun animale terrestre, e che anche le sue mani erano deboli. Tuttavia si dimostrò un buon governante e uno studioso. 
Più recentemente, e nell'ambito della grande letteratura europea, occorre citare il protagonista del Riccardo III di Shakespeare, che parla di sé come di un sopravvissuto, con pesanti esiti, a una difficile nascita prematura: «...deforme, incompleto, inviato prima del tempo in questo mondo che respira, sbozzato solo per metà, e così claudicante e goffo che i cani latrano contro di me, quando passo loro accanto.» (Riccardo III, Atto 1°, Scena I).
I primi resoconti clinici moderni si devono però a Sir John Little, un ortopedico inglese di epoca vittoriana, che da bambino aveva contratto la poliomielite e che si era occupato dei disturbi motori degli arti inferiori. Nel 1861 Little pubblicò uno studio nel quale veniva per la prima volta indagata la correlazione tra spasticità e asfissia nel corso del parto.
Nel 1897 Sigmund Freud, allora ancora impegnato nel campo della neurologia, pubblicò il suo lavoro La paralisi cerebrale infantile, in cui egli analizzava con sorprendente accuratezza e lucidità i quadri clinici e anatomopatologici della malattia: molte delle sue descrizioni e intuizioni conservano la loro validità ancora oggi e in particolare l'ipotesi che una parte delle cause agisca già nel corso dello sviluppo fetale.
Dopo il secondo conflitto mondiale si sono moltiplicati gli studi sulla malattia e sulle possibilità di trattamento. Venne anche fondato il Little Club, che raccoglieva numerosi esperti della patologia e nell'ambito del quale venne elaborata, nel 1964, la definizione clinico-descrittiva di paralisi cerebrale infantile, tuttora utilizzata in ambito internazionale.
In Italia esistono attualmente alcune associazioni di famiglie dedicate alla problematica, ma manca di fatto un coordinamento unico. Sul piano scientifico è attivo da alcuni anni il GIPCI (Gruppo Italiano Paralisi Cerebrali Infantili), che raccoglie esperti del settore provenienti dalle diverse realtà regionali, e che organizza periodicamente incontri ed eventi di aggiornamento.

## Epidemiologia
L'incidenza delle paralisi cerebrali infantili, che nei paesi occidentali risulta ormai stabile da alcuni anni, è di 2-3 casi ogni 1 000 nati vivi.
L'incidenza è significativamente più elevata nei bambini nati prematuri (in particolare sotto le 32 settimane di età gestazionale), e nei neonati di peso inferiore ai 1500 g. Queste particolari categorie di bambini, infatti, hanno una maggiore probabilità di andare incontro a fenomeni di alterazione prolungata del flusso cerebrale, indipendentemente dalle caratteristiche del parto, a causa dell'immaturità dei loro sistemi di regolazione fisiologica.
La prevalenza è complessivamente stimata intorno a 1:500 bambini in età scolare.

## Classificazione
La paralisi cerebrale infantile non è un disturbo omogeneo, poiché la patologia può assumere livelli diversi di gravità, e manifestarsi in forme anche molto differenti l'una dall'altra.
La classificazione più seguita a livello internazionale è basata su criteri che combinano la localizzazione topografica delle difficoltà motorie (ad es., difficoltà a livello di un emilato corporeo), con le caratteristiche anomale del movimento (ad es., ipertonia di tipo spastico).
Le forme emiplegiche risultano le più frequenti, assommando a circa 1/3 di tutti i casi di paralisi cerebrale infantile.

### Classificazione in base alla sede del disturbo motorio (classificazione topografica)
- Tetraplegia (disturbo del controllo motorio del tronco e dei quattro arti)
- Emiplegia (disturbo del controllo motorio di un emilato, ovvero del lato sinistro o del lato destro del corpo)
- Diplegia (disturbo del controllo motorio di due arti, ma prevalente degli arti inferiori)

Il termine paraplegia, talvolta erroneamente utilizzato al posto di quello di diplegia, non indica un tipo di paralisi cerebrale infantile, ma un disturbo del controllo motorio degli arti inferiori causato da lesione del midollo spinale.
La triplegia (disturbo del controllo motorio di tre arti) e la monoplegia (disturbo del controllo motorio di un solo arto) rappresentano forme lievi, rispettivamente, di diplegia e di emiplegia.

### Classificazione in base alle caratteristiche del movimento (classificazione motoria)
- Forme spastiche: aumento costante del tono in alcuni gruppi muscolari e dei riflessi da stiramento. Sono presenti alcuni atteggiamenti posturali tipici (arto superiore addotto e intra-ruotato, gomito, polso e dita flessi, piede equino.) Un esempio sono le forme che vanno sotto il nome di Paralisi cerebrale spastica.
- Forme ipotoniche: diminuzione costante del tono di alcuni gruppi muscolari. Noto anche col nome di "bambino floppy".
- Forme atassiche: disturbi della coordinazione e dell'equilibrio, con frequente presenza di ipotono dei muscoli distali.
- Forme discinetiche o distoniche: fluttuazione continua del tono muscolare, e presenza di movimenti parassiti influenzabili dalle emozioni e dalla fatica, ma che scompaiono nel sonno.
- Forme miste: sintomatologia combinata di due o più forme.

## Eziologia
- Fattori prenatali

fattori genetici, infezioni materne in gravidanza, agenti tossici in gravidanza, gestosi.
- Fattori perinatali

prematurità (soprattutto sotto le 32 settimane di età gestazionale), ipossia/ischemia nel bambino nato a termine, postmaturità, parto difficoltoso.
- Fattori postnatali

meningoencefaliti, trauma cranico, arresto cardiocircolatorio prolungato, stato di male epilettico (convulsioni che si prolungano oltre i 30 minuti).

## Cause più frequenti
- Basso peso alla nascita. 35-40%
- Eventi ischemici intrauterini. 5-10%
- Infezioni. 5-10%
- Anomalie cerebrali congenite. 5-10%
- Asfissia intraparto. 10%
- Errori metabolici. 5%
- Fattori genetici/cromosomici. 2-5%
- Altri. 22%

## Patogenesi
Nel neonato prematuro i meccanismi responsabili del danno cerebrale sono correlati ai due quadri dell'emorragia intraventricolare e della leucomalacia periventricolare. Entrambi danno luogo a fenomeni di degenerazione della sostanza bianca che circonda i ventricoli cerebrali. Poiché si tratta della zona in cui decorrono le fibre che collegano gli arti inferiori alle corrispondenti aree cerebrali motorie e di elaborazione sensoriale, l'esito è solitamente una forma diplegica.
Nel neonato a termine può verificarsi un'asfissia generalizzata, con danno diffuso dell'intero encefalo, che si manifesta come una tetraplegia; oppure, nel caso di un'occlusione di un'arteria cerebrale, la lesione può verificarsi in parte o in tutto un emisfero cerebrale, determinando un'emiplegia di gravità variabile.

## Clinica

### Aspetti clinici e decorso
Questi sono largamente variabili a seconda della forma di paralisi cerebrale infantile e della gravità.
- Nelle forme emiplegiche le principali tappe dello sviluppo sono solo lievemente ritardate: l'intelligenza è infatti solitamente nei limiti della norma, ma talvolta si verifica un ritardo del linguaggio. In circa un terzo dei casi può manifestarsi un'epilessia, più spesso di tipo parziale o con generalizzazione secondaria, ben controllabile con la terapia farmacologica. Nel corso del tempo gli arti colpiti possono divenire ipoplasici (più piccoli): è frequente, in particolare, una riduzione della lunghezza della gamba colpita. Il cammino è sempre raggiunto spontaneamente (cioè anche senza alcuna fisioterapia).
- Nelle forme diplegiche e nelle doppie emiplegie è frequente un disturbo delle funzioni visive (strabismo, vizi di refrazione, deficit di campo visivo, deficit centrali). In un terzo dei casi è presente una disabilità intellettiva di grado lieve-medio, mentre in circa la metà dei casi è possibile la comparsa di epilessia, di norma controllata dal trattamento farmacologico. La grande maggioranza di questi soggetti acquisisce il cammino, sebbene più spesso tramite l'utilizzo di deambulatori e di tutori gamba-piede, ma una parte perderà tale funzione in età adulta. Poiché, infatti, si verificano nel tempo deformità delle articolazioni del piede (a causa del toe walking[senza fonte]), dell'anca e talvolta della colonna vertebrale, la sollecitazione eccessiva del sistema muscoloscheletrico rende il cammino sempre più faticoso e sempre meno funzionale.
- Le forme tetraplegiche sono le più gravi. Sono quasi invariabilmente associate a disturbi della masticazione, della deglutizione, della fonazione. Risulta elevata l'incidenza di ritardo mentale sia medio che grave e sono frequenti i disturbi sensoriali (ipovisione e sordità). Il rischio di epilessia con crisi polimorfe parziali e generalizzate, spesso resistenti al trattamento farmacologico, è elevato. Non è quasi mai possibile il cammino in senso funzionale e in diversi casi non viene acquisita neanche la capacità di restare seduti autonomamente. Gli arti superiori sono scarsamente o per nulla utilizzabili per le funzioni tipiche. A causa degli squilibri muscolari nel corso del tempo si verificano pesanti deformità delle articolazioni dei piedi, delle anche e della colonna vertebrale, con quadri di grave scoliosi.

### Problematiche muscolo-scheletriche
Le problematiche più frequenti che possono coinvolgere l'apparato muscolo-scheletrico sono:
- A carico dell'arto inferiore: lussazione, sublussazione dell'anca, deformità delle anche in flessione, adduzione, deformità a colpo di vento del bacino, obliquità pelvica; deformità in flessione del ginocchio, rotula alta, ginocchio recurvato, piede equino, piede piatto o valgo-pronato, piede cavo-varo, deformità torsionali (intratorsione femorale, extrarotazione tibiale)
- A carico della colonna vertebrale: scoliosi, cifosi
- A carico dell'arto superiore: contrattura della spalla in adduzione e intrarotazione, contrattura del gomito in flessione, contrattura in pronazione dell'avambraccio, deformità in flessione o in flessione-ulnarizzazione del polso, contrattura del pollice che appare chiuso nel palmo della mano, deformità delle dita della mano.

### Sintomi associati
- Disturbi sensoriali (della vista o dell'udito)
- Disturbi cognitivi (ritardo mentale, deficit dell'attenzione)
- Disturbi del linguaggio
- Disturbi dell'apprendimento
- Disturbi ansioso-depressivi
- Disturbi della personalità
- Epilessia (come regola generale quanto più è grave la forma motoria, tanto maggiore è il rischio che il bambino presenti anche epilessia, ma alcuni movimenti, come l'ipertono episodico, il clono localizzato o la reversione oculare, i quali possono essere evocati da stimoli visivi, uditivi o tattili, non sono di natura epilettica)

### Esami clinici e strumentali
- Ecografia cerebrale (entro il primo mese di vita)
- Imaging a risonanza magnetica cerebrale
- Elettroencefalogramma
- Potenziali evocati visivi (PEV) e uditivi (PEA)
- Esami metabolici (nella diagnosi differenziale con una malattia neurometabolica)
- Esame cromosomico (nella diagnosi differenziale con una malattia genetica)
- Valutazione neurologica e dello sviluppo neuropsichico

### Rapporti tra quadri ecografici ed evoluzione
| QUADRO ECOGRAFICO | EVOLUZIONE |
| --- | --- |
| Ecografia normale | Evoluzione normale |
| Ecodensità limitata alla matrice germinativa subependimale, non associato a lesione parenchimale né a dilatazione ventricolare | Esiti neurologici: 0-27% |
| Piccole ecodensità intraparenchimali senza cavitazioni                                                                         | Paralisi cerebrale: 8-17% |
| Leucomalacia periventricolare con cavitazioni                                                                                  | Paralisi cerebrale lieve nelle localizzazioni corticali fronto-parietali Paralisi cerebrale grave nelle localizzazioni corticali occipitali o bilaterali |
| Cisti paraencefalica comunicante con il ventricolo laterale                                                                    | Frequente evoluzione in paralisi cerebrale |

## Prevenzione
Poiché le cause della PC sono varie, è stata studiata un'ampia gamma di interventi preventivi.
Il monitoraggio fetale elettronico non ha contribuito a prevenire la PC, e nel 2014 l'American College of Obstetricians and Gynecologists, il Royal Australian and New Zealand College of Obstetricians and Gynecologists e la Society of Obstetricians and Gynecologists del Canada hanno riconosciuto che non esistono benefici a lungo termine del monitoraggio fetale elettronico. Prima di questo, il monitoraggio fetale elettronico era ampiamente utilizzato per sostenere contenziosi ostetrici.
In quelli a rischio di parto precoce, il solfato di magnesio sembra ridurre il rischio di paralisi cerebrale. Non è chiaro se aiuta coloro che sono nati a termine. In quelli ad alto rischio di parto pretermine, una review ha rilevato che la somministrazione di magnesio solfato ha inciso positivamente sulla prevenzione della PC;gli effetti avversi sui bambini del solfato di magnesio non erano significativi. Le madri che hanno ricevuto solfato di magnesio potrebbero manifestare effetti collaterali come depressione respiratoria e nausea.

## Trattamento
Il trattamento delle Paralisi Cerebrali Infantili ha visto il susseguirsi di vari metodi riabilitativi anche in conseguenza agli studi che sono stati fatti su tali patologie nel corso degli anni. In particolare, nel periodo che va dagli anni 1960-1970 gli studi sulle PCI si sono concentrati sul considerare queste patologie come aventi in comune una mancata maturazione del Sistema Nervoso per cui si ha il persistere di pattern motori primitivi (riflessi) anche in epoche successive al primo anno di vita in cui si dovrebbe verificare l'emergere degli schemi motori intenzionali. Ciò ha portato ad una proposta sempre maggiore di interventi riabilitativi incentrati su tecniche di facilitazione neuromuscolare, con l'obiettivo di rimodellare le strutture corticali e recuperare le funzioni. Le metodiche più diffuse che si riferiscono a tale approccio sono: il metodo Kabat. il metodo Bobath, il Vojta e il metodo Doman-Delacato. Successivamente, dal 1970 al 1980, vennero fatti nuovi studi che portarono al prevalere dell'idea di diagnosi e trattamento precoce. La diffusione della medicina preventiva ebbe dei notevoli risvolti positivi (il trattamento precoce porta risultati migliori rispetto ad interventi tardivi) ma anche dei risvolti negativi (spesso venivano diagnosticati bambini che in realtà  non avevano Paralisi Cerebrale Infantile).
In seguito, nel periodo che va dal 1980 al 1990, diversi studi in ambito della neurofisiologia, della psicologia cognitiva e della psicologia dello sviluppo contribuirono al diffondersi di ulteriori conoscenze riguardo alle Paralisi Cerebrali Infantili. In particolare, gli studi sulla variabilità dello sviluppo motorio hanno portato ad un ribaltamento delle concezioni precedenti per cui lo sviluppo motorio nel bambino avviene grazie ad una maturazione endogena, bensì esso è dato dall'interazione tra schemi motori innati e ambiente nel quale vengono sperimentati e in base al quale si modificano. Questa nuova concezione ha spostato l'attenzione, e quindi l'intervento riabilitativo, sulle interazioni bambino-ambiente. gli approcci riabilitativi che si diffusero in questo periodo furono quelli dell'educazione conduttiva e l'apprendimento nel gioco.
Attualmente secondo gran parte degli autori, non esiste un trattamento specifico e univoco per tutte le forme di paralisi cerebrale infantile, sebbene esista attualmente un gran numero di metodiche riabilitative.
Il progetto riabilitativo deve quindi necessariamente essere individualizzato. È infatti opportuno evitare la rincorsa affannosa di una mera "normalità" estetica del movimento, concentrando piuttosto l'intervento sull'interpretazione delle strategie di adattamento funzionale messe in atto dall'individuo.
Molto schematicamente, sul piano funzionale l'intervento è rivolto: nelle tetraplegie, al ristabilimento di una parziale organizzazione antigravitaria del sistema posturale; nelle diplegie, all'acquisizione della deambulazione autonoma o assistita; nelle emiplegie, al miglioramento delle capacità di manipolazione.
Occorre ricordare che il soggetto con paralisi cerebrale infantile ha subìto un danno più o meno esteso dei propri sistemi di elaborazione degli input percettivi e degli output motori. Egli è pertanto in grado di apprendere come sfruttare le proprie capacità residue, ma non è in grado di apprendere la "normalità", cioè di utilizzare spontaneamente e automaticamente gli schemi motori fluidi e complessi tipici di un sistema nervoso centrale intatto.
Questo orientamento appare corretto soprattutto in relazione al ruolo oggi attribuito ai cosiddetti disturbi percettivi (o propriocettivi) nel determinare le principali caratteristiche cliniche della paralisi cerebrale infantile. Il riconoscimento dell'importanza dello studio dei disturbi percettivi ha gettato una nuova luce sul significato di fenomeni che in passato venivano interpretati come semplice paralisi motoria (Ferrari, 1997).
Un progetto riabilitativo globale deve anche prevedere il coinvolgimento attivo della famiglia del soggetto con paralisi cerebrale infantile, predisponendo periodici colloqui di sostegno psicologico, e favorendo la partecipazione dell'intero nucleo familiare alle scelte terapeutiche.
Attualmente la presa in carico riabilitativa multidisciplinare si avvale dei seguenti strumenti:
- l'esercizio terapeutico in sede ambulatoriale (tramite sedute di psicomotricità o di fisioterapia)
- la chirurgia funzionale ortopedica e neurologica (es. Tenetomia/Chirurgia percutanea fibrotomica)
- i farmaci inibitori della spasticità (es. la tossina botulinica)
- i farmaci antiepilettici
- gli ausili (es. deambulatori, sistemi di postura, tripodi) e le ortesi per il contenimento delle deformità e delle posture scorrette (es. tutori e corsetti)
- la logopedia per migliorare la comunicazione e l'alimentazione

Il progetto riabilitativo deve essere altamente individualizzato ed è necessario che venga elaborato e monitorato da professionisti esperti. La paralisi cerebrale infantile comprende, infatti, un ampio ventaglio di situazioni, alcune molto lievi, altre di gravità intermedia, altre ancora gravissime: l'applicazione rigida e ripetitiva di qualunque 'metodo' o programma riabilitativo è destinata, pertanto, all'insuccesso.
Ciò che è davvero importante è considerare i vari elementi che compongono l'intervento riabilitativo, ognuno dei quali contribuisce all'efficacia dello stesso:
- Il setting riabilitativo: è il luogo in cui avviene la terapia. deve essere allestito in modo tale da favorire l'esplorazione, la motivazione da parte del bambino. deve essere organizzato secondo gli obiettivi che il terapista si prefissa; deve essere accogliente e "a misura" di bambino;

- Il ruolo del terapista: il terapista ha un ruolo fondamentale in quanto deve conoscere bene le possibilità del bambino, ma anche i limiti. Deve favorire l'interazione col bambino, saperlo comprendere, saper proporre attività interessanti e che non determino un'eccessiva frustrazione da parte del bambino nel momento in cui non vi riesce. infine, caratteristica essenziale del terapista è l'empatia.
- Gli strumenti riabilitativi: comprendono ausili, giochi, oggetti, cuscini e tutto ciò che è funzionale per la terapia.
- L'esercizio e il compito terapeutico: non deve essere troppo al di sopra delle competenze del bambino; deve tener conto dell'evoluzione della malattia e pertanto essere differenziato sia da un punto di vista della difficoltà degli esercizi proposti sia con richieste adeguate alle capacità e alle difficoltà del bambino. L'esercizio terapeutico deve esser visto come un'esperienza che il bambino fa.
- Le interazioni con i caregivers e il contesto familiare: il terapista deve favorire l'instaurarsi di un rapporto di fiducia e di condivisione degli obiettivi terapeutici con la famiglia poiché essa è l'ambiente in cui il bambino è inserito e può continuare a sperimentare quanto appreso nelle terapie favorendo una maggior efficacia degli interventi.